# フランシスコ・アルバレス＝カスコス
フランシスコ・アルバレス＝カスコス・フェルナンデス（スペイン語: Francisco Álvarez–Cascos Fernández, 1947年10月1日 - ）は、スペイン・マドリード出身の政治家。2009年まで全国政党である国民党(PP)に所属し、2011年からアストゥリアス州の地域政党であるフォロ・アストゥリアス(FAC)に所属している。
1989年から1999年まで国民党の事務総長を務めた。1996年から2000年まで国民党のホセ・マリア・アスナール政権で第一副首相と首相府大臣を務め、2000年から2004年まで公共事業大臣を務めた。2011年から2012年までアストゥリアス州首相を務めた。

## 経歴

### 国民党時代(-2009)
1947年にマドリードに生まれたが、両親はアストゥリアス地方出身であり、1954年には一家でアストゥリアス地方のヒホンに転居した。マドリード・コンプルテンセ大学で土木工学を学び、卒業後には何年か建築事務所や建築家協会に勤務した後、政治の世界に入った。1976年には右派のレフォルマ・デモクラティカの党員となったが、この政党は同じく右派の国民同盟(AP)と合併している。1979年から1986年にはヒホンの評議会のスポークスパーソンだった。
1982年には国民同盟が中道右派の国民党(PP)となると、1982年にはスペイン上院議員に選出された。1986年にはスペイン下院議員に転身し、1989年、1993年、1996年、2000年に下院議員に再選された。1989年の第9回国民党全国大会では事務総長に選出され、1990年、1993年、1996年にも再選されて1999年まで事務総長を務めた。
1996年の1996年スペイン議会総選挙で国民党がスペイン社会労働党(PSOE)から政権を奪うと、1996年から2000年までホセ・マリア・アスナール政権（第1期）で第一副首相と首相府大臣を務めた。2000年の2000年スペイン議会総選挙では国民党が政権を維持し、2000年から2004年までアスナール政権（第2期）で公共事業大臣を務めた。2004年には下院議員の座を辞任し、また2004年スペイン議会総選挙でも社会労働党に政権を奪われた。
2009年、ガビーノ・デ・ロレンソが代表を務める国民党のアストゥリアス州支部は、アルバレス＝カスコスをアストゥリアス州首相候補とすることを拒否した。国民党の事務総長であるマリアーノ・ラホイ・ブレイはアルバレス＝カスコスに対する支援を断ったため、アルバレス＝カスコスは国民党を離党した。

### フォロ・アストゥリアス時代(2011-)
2011年1月19日、アルバレス＝カスコスはアストゥリアス州の地域政党であるフォロ・アストゥリアスを結党し、自身が党首に就任した。2011年5月のアストゥリアス州議会議員選挙において、フォロ・アストゥリアスは45議席中16議席を獲得して第1党となった。州首相指名投票では10議席を得た国民党の支持も得て、アルバレス＝カスコスがアストゥリアス州首相に就任した。しかし州議会では少数与党政権となり、フォロ・アストゥリアスが提出した2012年の予算案は国民党と社会労働党の反対によって否決された。この状況を踏まえて、アルバレス＝カスコスは2012年1月30日に州首相を辞任して議会を解散させ、2012年3月25日には改めてアストゥリアス州議会議員選挙が行われたが、フォロ・アストゥリアスは45議席中12議席にとどまって第2党に転落した。
2013年には国民党のヤミ献金事件であるバルセナス事件が発覚し、アルバレス＝カスコスは1990年から2004年までの間に国民党から42万1693ユーロを受け取っていたことが明らかとなった。2015年2月にはフォロ・アストゥリアスの党首の座をクリスティーナ・コトに譲り、事務総長に就任した。